# 石炭蜥目
石炭蜥目（学名：Anthracosauria），是指一類已滅絕，像爬行動物及兩棲動物的四足超綱，生存於石炭紀至二疊紀初期。不過其確切的分野則視乎不同的定義而決定。
石炭蜥目最初於1934年由Gunnar Säve-Söderbergh所定，是一類生存於石炭紀至下二疊紀的大型水中兩棲動物。但根據Alfred Sherwood Romer的定義，石炭蜥目則包括所有非羊膜動物、像爬行動物及兩棲類的迷齒螈，原有的定義則較像他的始椎類。內德·科爾伯特（Edwin H. Colbert）則沿用這個定義，但後來於1970年則有學者重新使用Säve-Söderbergh的定義。
隨著支序分類學的出現，這個分類亦有所變更。最初石炭蜥目只是指最像爬行動物的四足超綱（鈍頭龍亞目及Solenodonsauridae）及羊膜動物。但後來石炭蜥目，與蜥螈形類及鈍頭龍亞目，成為了爬行形類下的側系群。

## 名字起源
石炭蜥目的名字源自希臘文，意思是「煤蜥蜴」，因為牠們大部分的化石都是在煤系地層發現的。

## 外部連結
- Palaeos  Anthracosauroidea
- Systema Naturae 2000 / Classification Order Anthracosauria （页面存档备份，存于）